# Hoa hậu Quốc tế 2015
Hoa hậu Quốc tế 2015 là cuộc thi Hoa hậu Quốc tế lần thứ 55, diễn ra vào ngày 5 tháng 11 năm 2015 tại Khách sạn Grand Prince Takanawa, Tokyo, Nhật Bản. Có tổng cộng 70 thí sinh tham gia cuộc thi năm nay. Hoa hậu Quốc tế 2014 Valerie Hernandez đến từ Puerto Rico đã trao lại vương miện cho người kế nhiệm, cô Edymar Martínez đến từ đất nước hoa hậu Venezuela. Năm nay, người chiến thắng sẽ được đội một chiếc vương miện mới được thiết kế bởi Mikimoto.

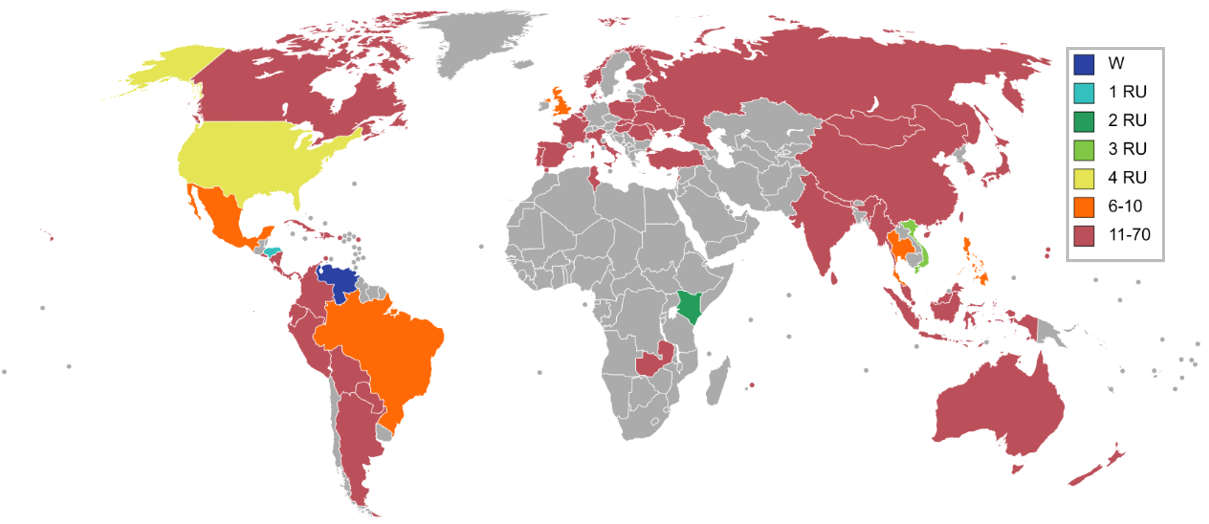
Các quốc gia và vùng lãnh thổ tham gia Hoa hậu Quốc tế 2015 và kết quả.

## Xếp hạng

### Kết quả chung cuộc
| Kết quả              | Thí sinh |
| -------------------- | --- |
| Hoa hậu Quốc tế 2015 | - Venezuela – Edymar Martínez |
| Á hậu 1              | - Honduras – Jennifer Valle |
| Á hậu 2              | - Kenya – Eunice Onyango |
| Á hậu 3              | - Việt Nam – Phạm Hồng Thúy Vân |
| Á hậu 4              | - Hoa Kỳ – Lindsay Becker |
| Top 10               | - Brazil – Isis Stocco - Mexico – Lorena Sevilla - Philippines – Janicel Lubina - Thái Lan – Sasi Sintawee - Anh Quốc – Sophie Loudon |

### Giải thưởng phụ
| Giải thưởng                      | Thí sinh                                        |
| -------------------------------- | ----------------------------------------------- |
| Trang phục truyền thống đẹp nhất | - Nhật Bản – Arisa Nakagawa                     |
| Miss Best Dresser                | - Philippines – Janicel Lubina                  |
| Hoa hậu có hình thể đẹp nhất     | - Venezuela – Edymar Martínez                   |
| Đại sứ Du lịch Nhật Bản          | - Argentina – Helena Zuiani                     |
| Panasonic Beauty Ambassador      | - Hawaii – Brianna Acosta - Ma Cao – Ana Choi   |
| Miss Global Blue Award           | - Perú – Cynthia Toth - Nga – Valeria Kufterina |

### Các nữ hoàng châu lục
| Nữ hoàng châu lục              | Thí sinh                     |
| ------------------------------ | ---------------------------- |
| Hoa hậu Quốc tế châu Phi       | - Kenya – Eunice Onyango     |
| Hoa hậu Quốc tế châu Mỹ        | - Aruba – Laura Marcela Ruiz |
| Hoa hậu Quốc tế châu Á         | - Hàn Quốc – Park Ah-reum    |
| Hoa hậu Quốc tế châu Âu        | - Bồ Đào Nha – Isabel Vieria |
| Hoa hậu Quốc tế châu Đại dương | - Hawaii – Brianna Acosta    |

## Các thí sinh tham gia
70 thí sinh tham gia cuộc thi năm nay:
| Quốc gia/Vùng lãnh thổ | Thí sinh                   | Tuổi | Quê hương             |
| ---------------------- | -------------------------- | ---- | --------------------- |
| Argentina              | Helena Zuiani              | 19   | Córdoba               |
| Aruba                  | Laura Marcela Ruiz         | 23   | Oranjestad            |
| Úc                     | Larissa Hlinovsky          | 26   | Brisbane              |
| Belarus                | Alena Savchuk              | 26   | Minsk                 |
| Bỉ                     | Elda Nushi                 | 20   | Bruxelles             |
| Bolivia                | Alejandra Panozo           | 23   | Cochabamba            |
| Brazil                 | Isis Stocco                | 23   | Maringá               |
| Canada                 | Kathryn Kohut              | 25   | Wetaskiwin            |
| Trung Quốc             | Liu Xinyue                 | 19   | Thương Khâu           |
| Trung Hoa Đài Bắc      | Yan Chen Ning              | 26   | Đài Trung             |
| Colombia               | Natalia Ochoa              | 22   | Medellín              |
| Costa Rica             | Melania Gonzalez           | 25   | San José              |
| Cuba                   | Heidy Fass                 | 22   | Havana                |
| Đan Mạch               | Mette Riis Sørensen        | 25   | Copenhagen            |
| Cộng hòa Dominica      | Irina Peguero              | 22   | Salvaleón de Higüey   |
| Ecuador                | Daniela Armijos            | 20   | Cuenca                |
| El Salvador            | Eugenia Avalos             | 21   | San Salvador          |
| Phần Lan               | Saara Ahlberg              | 19   | Helsinki              |
| Pháp                   | Charlotte Pirroni          | 22   | Roquebrune-Cap-Martin |
| Gibraltar              | Bianca Pisharello          | 22   | Gibraltar             |
| Guadeloupe             | Juliette Alimanda          | 21   | Les Abymes            |
| Guam                   | Loriann Rabe               | 26   | Hagåtña               |
| Haiti                  | Marie Vyannie Manard       | 24   | Port-au-Prince        |
| Hawaii                 | Brianna Acosta             | 24   | Waialua               |
| Honduras               | Jennifer Valle             | 20   | Copán                 |
| Hồng Kông              | Dương Trình                | 22   | Cửu Long              |
| Hungary                | Linda Szunai               | 22   | Nagykovácsi           |
| Ấn Độ                  | Supriya Aiman              | 25   | Patna                 |
| Indonesia              | Chintya Fabyola            | 20   | Pontianak             |
| Ý                      | Valentina Paganotto        | 19   | Turin                 |
| Nhật Bản               | Arisa Nakagawa             | 19   | Tokyo                 |
| Kenya                  | Eunice Onyango             | 22   | Nairobi               |
| Hàn Quốc               | Park Ah-reum               | 24   | Daegu                 |
| Liban                  | Cynthia Farah              | 21   | Beirut                |
| Luxembourg             | Natascha Bintz             | 25   | Thành phố Luxembourg  |
| Ma Cao                 | Ana Choi                   | 24   | Ma Cao                |
| Malaysia               | Immaculate Lojuki          | 21   | Kota Kinabalu         |
| Mauritius              | Anoushka Ah Keng           | 20   | Port Louis            |
| Mexico                 | Lorena Sevilla             | 24   | Colima                |
| Moldova                | Anastasia Fotachi          | 20   | Chişinău              |
| Mông Cổ                | Azzaya Tsogt-Ochir         | 20   | Ulaanbaatar           |
| Myanmar                | Emerald Nyein              | 22   | Yangon                |
| Nepal                  | Medha Koirala              | 20   | Kathmandu             |
| Hà Lan                 | Rachel Van Der Meulen      | 21   | Enschede              |
| New Zealand            | Hayley Rose Coombe         | 23   | Palmerston North      |
| Nicaragua              | Yaoska Ruiz                | 19   | Managua               |
| Quần đảo Bắc Mariana   | Jian Joyner                | 21   | Saipan                |
| Na Uy                  | Cecilie Andrea Røising     | 18   | Sarpsborg             |
| Panama                 | Jhasmeiry Herrera Evans    | 20   | Colón                 |
| Paraguay               | Mónica Mariani Pascualoto  | 22   | Katueté               |
| Peru                   | Cynthia Lucia Toth Montoro | 23   | Piura                 |
| Philippines            | Janicel Lubina             | 20   | Narra                 |
| Ba Lan                 | Ewa Mielnicka              | 23   | Warszawa              |
| Bồ Đào Nha             | Isabel Vieira              | 22   | Lisboa                |
| Puerto Rico            | Wilmary Moncion-Roman      | 24   | Salinas               |
| Romania                | Andreea Chiru              | 23   | Bucharest             |
| Nga                    | Valeria Kufterina          | 22   | Sankt-Peterburg       |
| Singapore              | Roxanne Zhang              | 23   | Singapore             |
| Slovakia               | Barbora Bakošová           | 19   | Bratislava            |
| Tây Ban Nha            | Christina Silva Cano       | 22   | Seville               |
| Sri Lanka              | Angela Jayatissa           | 24   | Kurunegala            |
| Thái Lan               | Sasi Sintawee              | 20   | Songkhla              |
| Tunisia                | Wahiba Arres               | 21   | Bizerte               |
| Thổ Nhĩ Kỳ             | Berfu Yıldız               | 20   | İzmit                 |
| Anh Quốc               | Sophie Loudon              | 22   | Glasgow               |
| Ukraine                | Nina Goryniuk              | 21   | Lviv                  |
| Hoa Kỳ                 | Lindsay Becker             | 25   | Apple Valley          |
| Venezuela              | Edymar Martínez            | 20   | Puerto la Cruz        |
| Việt Nam               | Phạm Hồng Thúy Vân         | 22   | Thành phố Hồ Chí Minh |
| Zambia                 | Brandina Lubuli            | 20   | Mufulira              |

## Chú ý

### Trở lại
| - Lần cuối tham gia vào năm 2009: - Moldova - Quần đảo Bắc Mariana - Lần cuối tham gia vào năm 2010: - Kenya - Lần cuối tham gia vào năm 2011: - Hawaii | - Lần cuối tham gia vào năm 2012: - Đan Mạch - Lần cuối tham gia vào năm 2013: - Costa Rica - Guadeloupe - Guam - Luxembourg - Tunisia |

### Bỏ cuộc
| - Armenia - Chile - Curaçao - Ai Cập - Estonia | - Gabon - Georgia - Đức - Guatemala | - Guyana - Israel - Serbia - Thụy Điển |